# Ранкин-Инлет
Ранкин-Инлет (англ. Rankin Inlet) — эскимосское селение, расположенное в северо-западной части Гудзонова залива на полуострове Кудлулик (территория Нунавут, Канада). Центр региона Киваллик. Эскимосское название — Kangiqiniq переводится на русский как «глубокая бухта». Численность населения — 2358 человек (2006).
Второй по величине муниципалитет Нунавута после столичного Икалуита. 

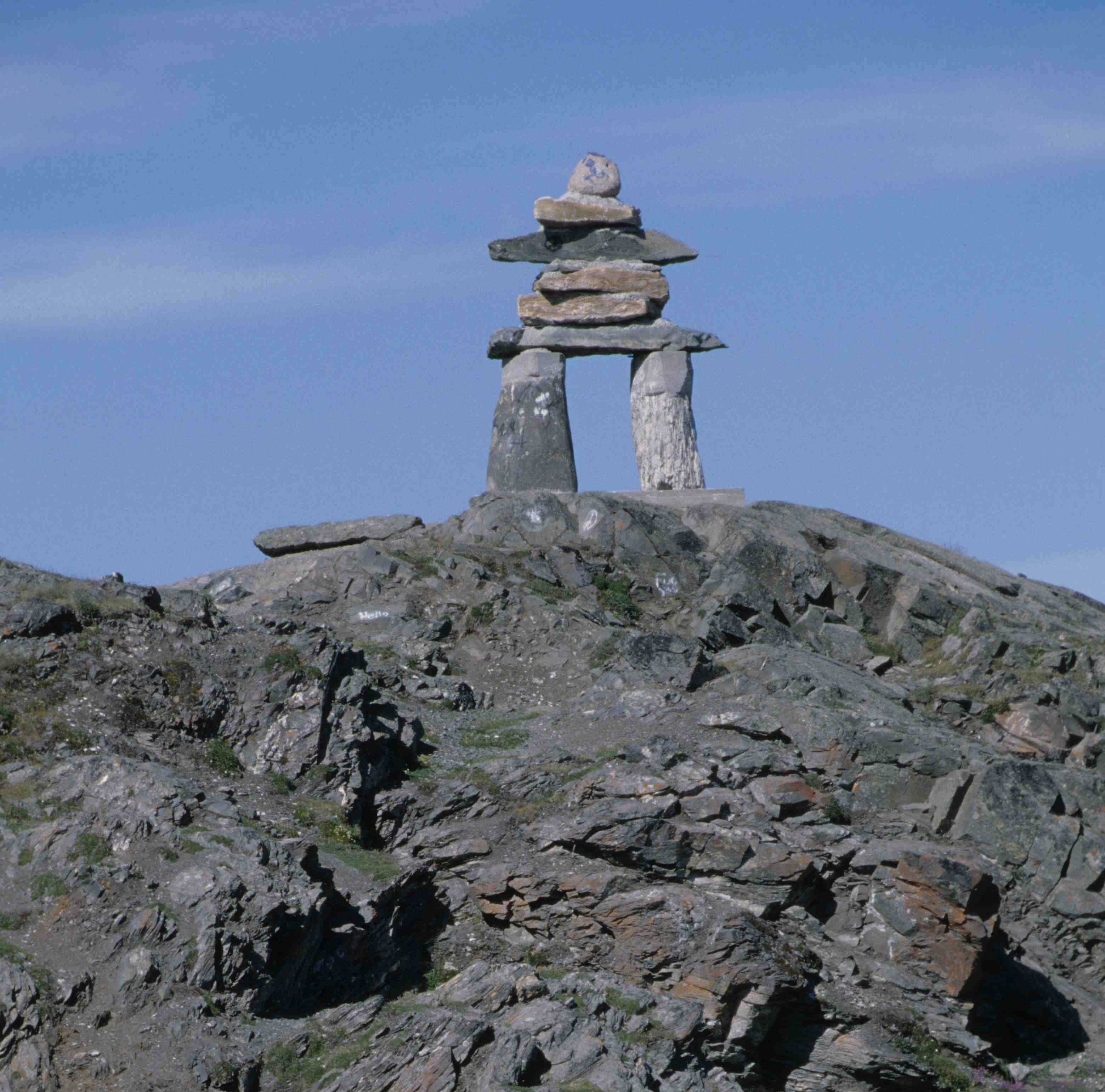
Инуксук — указатель поселения

Согласно археологическим находкам, район современного поселения Ранкин-Инлет был заселён примерно в 1200 году нашей эры представителями инуитской культуры Туле, которые занимались охотой на гренландских китов. К XVIII веку они были вытеснены племенами инуитов, основным занятием которых была охота на карибу, а также вылов арктического гольца. В первой половине XVIII века, несмотря на неудачную экспедицию по поискам Северо-Западного прохода Джеймса Найта, закончившуюся в 1721 году кораблекрушением вблизи острова Марбл в 16 км к востоку от Ранкин-Инлета, в регионе закрепилась «Компания Гудзонова залива». В середине XVIII века в этой местности появились первые американские и европейские китобои, а в начале XIX века — охотники на песцов, а также христианские миссионеры.
Непосредственно селение Ранкин-Инлет было основано владельцами одноимённой шахты, на которой добывались никель и медная руда с 1957 по 1962 год. Здесь работали первые эскимосы-шахтёры Канады. После закрытия шахты в селении проживало около 500 инуитов, 70—80 % из которых работало шахтёрами. Впоследствии предпринимались безуспешные попытки найти альтернативные источники доходов для местного населения, например, в 1963 году была открыта свиноферма, а в 1970-х годах — птицефабрика. Животных и птиц кормили в основном кормами из рыбы, это, в свою очередь, приводило к появлению неприятного запаха у мяса забитых животных, поэтому местная продукция не пользовалась особым спросом. Кроме того, ощутимый ущерб наносили постоянные нападения белых медведей.